# Guershom Meor Hagola
Guershom ben Yehouda de Mayence, dit Rabbenou Guershom Meor Hagola (hébreu : רבינו גרשום מאור הגולה, « notre maître Guershom, luminaire de l’exil ») est un rabbin, talmudiste et décisionnaire rhénan des Xe et XIe siècles (Metz, ~960 - Mayence, 1028).
Auteur d’une œuvre abondante, bien que quelque peu éclipsée par celle de son successeur Rachi, il est considéré comme le père du judaïsme ashkénaze.
Il y a une longue histoire héroïque de rabbin Guerchom à Constantinople, qui survécut à de terribles épreuves et fit preuve de grandes capacités aux services du roi Basile II. Notamment la guérison miraculeuse de la nièce du roi, Théodora. Et la confection du trône au Roi, identique en forme à celui du roi Salomon. Il fut « récompensé » injustement et cruellement par une condamnation à la prison dans la tour de la Famine, d’où il échappa miraculeusement et intelligemment, et put terminer sa vie à Mayence en paix avec sa femme Deborah, qui lui donna plusieurs enfants finalement malgré son impossibilité d’enfanter auparavant ; son bonheur était alors parfait, Dieu merci. Les détails de ce merveilleux récit se trouvent dans « Les cinq récits » du Dr Marcus Lehmann.

## Biographie
On ne sait rien de ses parents, et peu de sa vie. Possiblement né à Metz, Guershom ben Yehouda a surtout vécu à Mayence, où il dirige une yeshiva.
Marié une première fois, il perd son fils, qui, contraint à la conversion lors d’une persécution locale, meurt en apostat. En 1013, il épouse à Mayence sa seconde femme, Bonne, fille de David, qui était déjà veuve. Machir, le frère de Rabenou Gershom, est l'auteur de l’Alphabet de R. Machir, un dictionnaire des mots difficiles de la Bible et du Talmud qui n'a pas été conservé mais dont des extraits sont cités par les tossafistes,.
Ce qu’on sait par contre, c’est qu’il est un jalon primordial de l’histoire du judaïsme ashkénaze, à une époque où les ashkénazes ne représentent que 3 % de la population juive mondiale. D’aucuns affirment même que ledit judaïsme ashkénaze n’aurait jamais existé sans lui[réf. nécessaire]. Ashkenaz désigne originellement l’Allemagne. C’est parce que l’enseignement de Rabbenou Guershom en provenait et rayonna dans l’Europe chrétienne du Nord que le terme s’est généralisé au judaïsme nord et est-européen.
Les communautés juives établies en Europe avant son époque manifestent un attachement farouche à la foi ancestrale, ainsi que les missionnaires chrétiens ne manquent pas d’en faire l’expérience, mais elles sont peu liées au centre culturel du judaïsme, qui se trouve à Babylone. Lorsque celui-ci commence à décliner, le centre culturel du judaïsme se déplace vers l'Espagne. C'est probablement Charlemagne qui prie la famille Kalonymos de Lucques de l’accompagner en pays mosan, ce qui explique la présence de grands maîtres, dont Meshoullam ben Kalonymos et Juda ben Meir haCohen, dit Rav Léon, Leoni ou Leontin, à Mayence, qui devient sous leur impulsion le centre le plus important du judaïsme d’Occident.
Disciple de Juda ben Meir haCohen, Rabbenou Guershom manifesta probablement des dons précoces pour l’étude, et devint rapidement la plus grande figure de Mayence, maître incontesté de sa grande yeshiva, l’une des seules académies collégiales de l’époque[réf. nécessaire] (toutes les autres n’étaient souvent que le domicile d’un maître dont des disciples plus ou moins nombreux venaient recueillir l’enseignement). Cette yeshiva se distinguait également des autres par l’extrême ouverture d’esprit et de parole qui y régnait : bien que le dernier mot revienne toujours à Rabbenou Guershom, toute décision législative était discutée, voire remise en question, par tout un chacun, du plus grand maître, comme les Rabbanim Jacob ben Yakar et Isaac ben Juda, au plus insignifiant étudiant. Les étudiants affluent de toute l’Europe pour recueillir l’enseignement qu'ils propagent dans toute l’Allemagne, la France du Nord et l’Europe de l’Est. Moins d’un siècle après sa mort, Rachi dit que « tous les membres de la diaspora ashkénaze sont ses étudiants ».
Deux accomplissements majeurs vaudront à Rabbenou Guershom le surnom de Meor haGola sous lequel il sera connu par la postérité, à savoir la Halakha et le commentaire du Talmud.
Il mourut à Mayence en 1028, et non en 1040 d'après la légende rapportée par Salomon Louria et visant à faire coïncider sa mort avec la naissance de Rachi.

## Fixation de laHalakha
Son prestige en la matière est tel qu’on eut tendance à lui attribuer toutes les décisions dont l’auteur était inconnu. Au XIVe siècle, Rabbenou Asher ben Yehiel (le Rosh) écrit que les édits de Rabbenou Guershom fixent la Halakha de manière si permanente qu’ils pourraient bien provenir directement du Sinaï !
Néanmoins, seule une taqana (ou takkanah) lui est nommément attribuée : l’interdiction de rappeler au pénitent sa faute, ce qui inclut l’interdiction de rappeler à un converti qu’il fut autrefois Gentil, et à un Juif converti sous la contrainte qu’il fut autrefois converti (s’il est toutefois revenu au judaïsme). 
Trois autres décrets célèbres lui sont attribués, et il en fut probablement l’initiateur, mais ils furent édictés au nom des communautés de Spire, Worms et Mayence :
- l’excommunication (herem) en cas de polygamie. Cette interdiction avait deux limites : elle ne s’appliquait à l’origine que dans les zones où elle avait été édictée, et il était théoriquement possible d’y déroger avec l’accord de 100 rabbins de trois « pays » (en fait, les trois régions citées ci-dessus). La règle a fini par s’appliquer à toutes les communautés ashkénazes[6] ;
- l’excommunication en cas de répudiation de la femme sans son accord ;
- l’excommunication de cas de violation du courrier privé.

Ces trois interdits sont considérés comme le ciment du judaïsme ashkénaze jusqu’à nos jours.

## LeKountras Magentsa
Rabbenou Guershom aurait, selon la tradition, recopié des traités de la Mishna et du Talmud, dans un souci d’en établir un texte correct (souci qu’il partageait avec des savants chrétiens du haut Moyen Âge, ceux-ci voulant établir un texte indiscutable de la Vulgate).
Or, pour en établir la cohérence, la comparaison de différentes versions était insuffisante, il fallait pouvoir l’expliquer. Rabbenou Guershom initia donc le premier commentaire suivi du Talmud, dénommé Kountras Magentsa (Commentaire de Mayence), qui fut complété par ses disciples et successeurs, jusqu’à devenir le « Peroush Rabbenou Guershom » dans les éditions modernes du Talmud d’après l’édition de Vilna. Il en explique les termes et se livre à une interprétation du texte.